# Прабалто-слов'янська мова
Прабалто-слов'янська (ПБС) — реконструйована прамова, що походить від праіндоєвропейської (ПІЄ). Вважається, що з прабалто-слов'янської мови розвинулися пізніші балто-слов'янські мови, які склалися в групу балтійської та слов'янської, зокрема сучасної білоруської, болгарської, жмудської, латґальської, латвійської, литовської, лужицької (верхньолужицької та нижньолужицької), македонської, польської, російської,сербохорватської (боснійської, сербської, хорватської та чорногорської), сілезької, словацької, словенської, української та чеської.
Як і більшість інших прамов, вона не підтверджена жодними збереженими текстами, однак була реконструйована за допомогою порівняльного методу. Є кілька ізоглосаїв, які балтійські та слов'янські мови поділяють у фонології, морфології й акцентології, мають спільності з праіндоєвропейських часів і можуть бути упорядковані в хронологічному порядку.

## Фонологія

### Голосні
У прабалто-слов'янській мові збереглася значна частина пізньої праіндоєвропейської системи голосних. Коротке *o було злито в *a, а колишнє *eu стало *jau.
|         | Короткі | Короткі | Довгі   | Довгі | Дифтонг | Дифтонг |
|         | Передні | Задні   | Передні | Задні | Передні | Задні   |
| ------- | ------- | ------- | ------- | ----- | ------- | ------- |
| Високі  | i       | u       | ī       | ū     |         |         |
| Середні | e       |         | ē       | ō     | ei      |         |
| Низькі  |         | а       |         | ā     | ai      | au      |

Прабалто-слов'янська мова також володіла «сонорними дифтонгами», що складалися з короткого голосного, за яким слідували *l, *m, *n або *r. Вони були успадковані від праіндоєвропейської мови та утворилися заново із складових сонорантів ПІЄ. Хоча вони не були дифтонгами в традиційному розумінні, вони були односкладовом ядром у прабалто-слов'янській мові й могли передавати короткі звуки, як довгі голосні та звичайні дифтонги.
|    | -l | -m | -n | -r |
| -- | -- | -- | -- | -- |
| a- | al | am | an | ar |
| e- | el | em | en | er |
| i- | il | im | in | ir |
| u- | ul | um | un | ur |

### Приголосні
Праіндоєвропейські дзвінкі аспіровані зупинки втратили прагнення в прабалто-слов'янській мові. Зупинки більше не розрізнялися між fortis і aspirated, але були безголосими і голосними. Проте з'явилося кілька нових піднебінних (постальвеолярних) приголосних: *ś і *ź від ранніх піднебінних вибухових і *š від *s в результаті Педерсенівого закону.
Прабалто-слов'янські приголосні
|              | Губні | Губні | Передньоязикові | Передньоязикові | Середньопіднебінні | Середньопіднебінні | Задньоязикові | Задньоязикові |
| ------------ | ----- | ----- | --------------- | --------------- | ------------------ | ------------------ | ------------- | ------------- |
| Носові       | m     | m     | n               | n               |                    |                    |               |               |
| Проривні     | p     | b     | t               | d               |                    |                    | k             | g             |
| Фрикативні   |       |       | с               | (z)             | ś, š               | ź                  |               |               |
| Дрижачі      |       |       | r               | r               |                    |                    |               |               |
| Бокові       |       |       | l               | l               |                    |                    |               |               |
| Апроксиманти | w     | w     |                 |                 | j                  | j                  |               |               |

- [z] з'явився як алофон /s/ перед дзвінким приголосним у прабалто-слов'янській мові.

### Наголос
Більшість прабалто-слов'янських слів могли мати наголос на будь-якому складі, як у праіндоєвропейській мові. Серед лінгвістів досі існують певні розбіжності щодо точного положення наголосу в кожній прабалто-слов'янській формі та правил, які регулюють ці зміни.

### Чергування
Прабалто-слов'янська мова зберегла систему аблауту від своєї прамови. Чергування голосних часто нівелювалося, але важко визначити наскільки.
Праслов'янська мова зберегла багато таких використань подовжених класів у морфології. Розрізнення довжини відображаються як відмінні якості голосних у пізньобміннослов'янських (LCS) і пізніших слов'янських мовах:
- Прабалто-слов'янська *ślāˀwāˀ > ранньопраслов'янська *slāwā «слава, слава» > пізня праслов'янська * slava vs. прабалто-слов'янське *ślawas > ранньопраслов'янське *slawa «слово» > пізньопраслов'янське * slovo
- Прабалто-слов'янська *twāris > ранньопраслов'янська *twāri «речовина» > пізня праслов'янська * tvarь vs. прабалто-слов'янська *twárīˀtei > ранньопраслов'янська *twarītei «утворювати, творити» > пізньопраслов'янська * tvoriti)

Ось подібні приклади литовською:
- Литовське prõtas «інтелект, розум» (< *prātas) проти pràsti «розуміти»
- литовське gė̃ris «добро» (< *gēris) проти gẽras «добро»

На основі існуючих чергувань довжини, успадкованих від праіндоєвропейської, виникли нові чергування між довгими *ī, *ū та короткими *i, *u. Цей останній тип апофонії не був продуктивним у ПІЄ:
- Литовське mū̃šis «битва» проти mùšti «вбити, вдарити»
- Литовське lỹkis «залишок» проти lìkti «залишитися, зберегти»

Новий тип апофонічної довжини особливо використовувався в праслов'янській мові при утворенні дієслів тривалого, повторюваного та недоконаного виду:
- Прабалто-слов'янська *dírāˀtei > ранньопраслов'янська *dirātei «рвати (доконана)» > пізньопраслов'янська * dьrati) проти. Ранньопраслов'янське *arz-dīrātei («рвати (недоконана)») > пізньопраслов'янське *orzdirati > OCS razdirati
- Прабалто-слов'янська *bírāˀtei > Ранньопраслов'янська *birātei «вибирати» > пізня праслов'янська * bьrati) проти. Ранньопраслов'янське *bīrātei «вибирати» > пізньопраслов'янське *birati

Певні пари слів показують зміну старішого початкового *a- (з ПІЄ *(H)a-, *(H)o-, *h₂e-, *h₃e-) на *e-, що іноді називають «правилом Розвадовського». Точна умова цієї зміни в даний час недостатньо зрозуміла, але призвела до чергувань між *e- і *a- у споріднених словах або навіть як альтернативних формах того самого слова. Чергування часто змінювало різні початкові голосні в різних мовах. Кілька слів зберегли чергування і до праслов'янських часів, яке стало чергуванням між *(j)e- і *o-:
- Прабалто-слов'янське *elawa / *alawa «повести» > болгарське (діал.) élavo, польське ołów, російське ólovo, давньопруське elwas ~ alwis.
- Прабалто-слов'янська * éźera / *áźera «озеро» > болгарський ézero, ézer (діал.), польське jezioro, латвійське ezers, литовське ẽžeras ; Російська ózero, ózer (діал.), давньопруський ассаран, латгальські азари.

## Розвиток з праіндоєвропейської мови
Австрійський балто-славіст Ґеорг Гольцер відновив відносну хронологію 50 балто-слов'янських звукових змін, посилаючись лише на фонологію, а не на акцентуацію, від прабалто-слов'янської до сучасних дочірніх мов. Однак лише перші 12 є загальнобалтослов'янськими і тому актуальні:
1. Педерсенів закон: *s > *š після *r, *u, *k або *i.
2. Гортанні губляться між приголосними в непочаткових складах.
3. Вінтерів закон: короткі голосні подовжуються, коли слідує зупинка без придиху (у деяких рахунках тільки в закритому складі).
4. *o > *a.
5. Аспіровані дзвінкі упори втрачають свою спрямованість і зливаються з звичайними дзвінкими упорами.
6. Лабіовелярні зупинки втрачають лабіалізацію і зливаються з рівними веларами.
7. Сатемізація: *ḱ, *ǵ > *ś, *ź.
8. *ewV > *awV.
9. *i (іноді *u) вставляється перед силабічними сонорантами, створюючи нові рідкі дифтонги.
10. *wl, *wr > *l, *r слово спочатку.

### Сатемізація
Прабалто-слов'янська мова зазвичай демонструє сатемські рефлекси трьох велярних рядів: лабіовеляри зливаються в звичайні велари, тоді як піднебінні розвиваються в шиплячі (*ś і *ź).
У балто-слов'янській мові є ряд слів, які натомість показують рефлекси Centum, причому палатовеляри виглядають як звичайні велари. Дещо можна пояснити звичайними законами, але деякі закони були затьмарені численними аналогічними розробками. Інші вважаються запозиченнями з мов Centum.
Наприклад, прабалто-слов'янське *kárˀwāˀ 'корова' (литовське kárvė, OCS krava, рос. koróva), ймовірно, є похідним жіночого роду від втраченого іменника чоловічого роду, який, ймовірно, був запозичений з *karwos «олень» (середній Weddle Welsh), середньобретонське karo, середньокорнуолське carow), що, у свою чергу, є регулярним рефлексом ПІЄ *ḱr̥h₂wos.
Було запропоновано кілька правил депалаталізації балтослов'янської мови. За словами Матасовича, депалаталізація піднебінних відбулася перед сонорним, за яким слідував голосний заднього ряду: Ḱ > K/_RV back. Це пояснює такі рефлекси Centum, як ці:
- Литовські akmuõ, латвійські akmens та пізньопрослов'янські * kamy мали б регулярне /k/ від прабалто-слов'янського * akmō на відміну від санскритського áśmā < ПІЄ * h₂éḱmō «камінь».
- Пізньопраслов’янське * svekry < прабалто-слов'янське *swekrūˀ < ПІЄ * sweḱrúh₂ «свекруха».
- Давньопруська balgnan < прабалто-слов'янська *balgna < ПІЄ *bʰolǵʰnom «сідло».

Інша точка зору полягає в тому, що сатемізація відбулася в балтійській та слов'янській мовах незалежно після того, як слов'яни відокремилися.

### Педерсенів закон
ПІЄ *s зберігся в балто-слов'янській мові в більшості позицій. Відповідно до Педерсенівого закону, воно ставало *š , коли перед ним стояли *r, *u, *k або *i. Він також включав дифтонги, що закінчуються на *u або *i, довгі голосні *ū і *ī (незалежно від того, оригінальні чи з наступного гортані), і дзвінкий веляр *g.
Серед балто-слов'янських мов свідчення Педерсенівого закону можна розпізнати лише в литовській та слов'янській мовах, оскільки в інших мовах *š, *ś і *s всі зливаються в звичайні *s. У литовській мові *š і *ś об'єднуються з *š, залишаючись відмінними від *s. У слов'янській мові *ś зливається з s, але *š залишається відмінним (і стає *x перед голосними ззаду).
Більшість довідників на основі литовських матеріалів стверджують, що в Балтійських Руках закон застосовувався лише частково. Найпоширеніша твердження полягає в тому, що закон беззастережно застосовується в литовській мові лише після *r, тоді як після *u, *k і *i, обидва *s і *š зустрічаються. Порівняти:
- Литовське aušrà «світанок» < прабалто-слов'янське *aušrāˀ < ПІЄ *h₂éwsreh₂ (порівняйте лат. aurōra, санскритське uṣás), із застосуванням Педерсенівого закону.
- Литовське ausìs «вухо» < пралитовське *ausis < ПІЄ *h₂éwsis (порівняйте латинське auris) відображає *s, а слов'янське *uxo < праслов'янське *auš- натомість відображає *š.
- Литовське maĩšas «мішок» < прабалто-слов'янське *maišás < ПІЄ *moysós (порівняйте санскритське meṣá) відображає *š, відповідаючи слов'янському *měxъ.
- Литовське teisùs < пралитовське *teisus відображає *s, а слов'янське *tixъ < праслов'янське *teišus відображає *š.

Немає простого рішення для таких подвійних рефлексів Педерсенівого закону в литовській мові, а отже, немає простої відповіді на питання, чи є закон Рукі загальною балто-слов'янською ізоглосою чи ні. Найімовірнішою відповіддю, здається, є припущення, що ПІЄ *s змінювався на *š після *r, *u, *k, *i повністю регулярно в межах власне балтослов'янської мови, але сліди дії Педерсенівого закону були стерті наступні зміни в литовській мові, наприклад зміна кінцевого слова *-š на *-s.
Загалом можна констатувати, що литовська мова виявляє дію Педерсенівого закону лише у старих словах, успадкованих від балтослов'янського періоду, тому литовська š зустрічається у словах, які мають повну формаційну та морфологічну відповідність у слов'янській мові (виключаючи можливість випадкових, паралельних утворень).
Схоже, що до дії закону RUKI піднебінні давали фрикативи в прабалто-слов'янській мові, тому *ḱs з'являється просто як *ś:
- Пізнє праслов'янське* desn' «вправо (тобто протилежно зліва)» (OCS desn', російський désnyj, сербсько-хорватська dèsnī), литовський dẽšinas <Прабалто-слов'янська * deśinas <ПІЄ *déḱsinos (лат Декстер, санскрит Дакшіна)
- Пізньопраслов'янське *osь «вісь, вісь» (OCS osь, рос. os', SCr. ȏs), литовське ašis < прабалто-слов'янське *aśís < ПІЄ *h₂éḱsis (лат. axis, санскр. ákṣas)

### Акцентна рухливість
І в праіндоєвропейській, і в прабалто-слов'янській існували системи наголосної рухливости, при якій наголос ставився на різних складах у різних флексіях одного слова. Однак системи двох мов дуже відрізняються в деталях. ПІЄ мобільність і балто-слов'янська мобільність не пов'язані; Балто-слов'янська рухливість не успадкована від праіндоєвропейської, а сформувалася цілком заново. Рухливість ПІЄ була повністю втрачена на ранніх етапах прабалто-слов'янської через усунення акцентної різниці між «сильними» і «слабкими» формами (наголошеними далі ліворуч і праворуч відповідно), як правило, на користь слабкі форми, тобто наголос на суфіксальному складі для протерокінетичних основ. Гістерокінетичні основи вже ефективно фіксували наголос на першому складі після кореня і зберігали його. До цього шаблону приєдналися амфікінетичні стебла.
Точний процес, за допомогою якого виник новий балто-слов'янський тип мобільності, досі є темою гарячих обговорень, хоча деякі деталі зрозумілі. За загальним правилом, іменники, які мали наголос на кінці («окситони»), стали рухливими, а ті, що мали наголос на корені («баритони»), зберегли фіксований наголос. Слова з рухливим наголосом мали наголос на крайньому лівому складі основи в одних формах, наголос на крайньому правому складі закінчення в інших (змінено законом Гірта). Окремий випадок утворюється, однак, окситонами середнього значення o-стебла, які за деяких умов виступають у слов'янській мові як AP b замість очікуваного AP c.
У наступних розділах викладаються пояснення мобільности, дані різними лінгвістами. Пояснення дуже різні за своєю природою, а іноді також дають різні результати для різних випадків. «Неправильні» результати, у свою чергу, пояснюються кожним по-своєму.

#### Ясанов
Дж. Ясанов пропонує три правила, що пояснюють зростання мобільности:
1. Закон Соссюра-Педерсена: наголос був знятий на один склад ліворуч від внутрішнього короткого відкритого складу слова. Якщо наголос ставився на початковий склад, він отримував особливий «ліво-краєвий» контур наголосу.
2. Остаточне зняття *-V̆N(C) : наголос також знято з останнього складу, що містить короткий голосний і закінчується на носовий, за бажанням на інший приголосний.
3. Закон Пра-Васильєва-Долобка (Пра-ВДЛ): у фонологічних словах із чотирьох і більше складів, які очолюються лівим крайовим наголосом, кінцевий склад набув лексичного наголосу, а лівокрайовий наголос втрачався.

Після цих змін відбулися аналогічні зміни. Модель мобільності дієслів із префіксом була поширена на безпрефіксні дієслова. Кінцевий наголос іменників з двома складами перед закінченням (у результаті пра-ВДЛ) був поширений на іменники з одним складом перед закінченням, наприклад, регулярний * su᷅Hnumos → аналогічний *suHnumo̍s > прабалто-слов'янський *sūˀnumásHwinom на основі регулярного*.
Через ці зміни nom/acc/voc однина окситонних середніх о-стеблів отримала лівокрайовий акцент, який зберігся як спадний тон у слов'янських AP c середніх. Аномальні AP b кастрати можна пояснити як залишки суплетивних моделей окситонних одиничних і баритонних колективних множин. Як баритони, ці збірні множини мали б лексичний наголос на корені, контрастуючи з лівим крайовим наголосом у формах однини. Зрештою, лексичний акцент, здається, «переміг», можливо, частково через часте вживання множини в цих іменниках.

#### Кортландт і Дерксен
У пропозиції Кортландта підтримує Дерксен чотири зміни створюють нову балто-слов'янську мобільність:
1. Закон Педерсена: наголос знімався з медіальних складів у основах, які залишалися «рухомими», тобто в гістероконетичних та амфікінетичних основах приголосних, у яких наголос іноді падав на суфікс, а іноді на закінчення. Наприклад, знахідний відмінок однини *dʰugh₂-tér-m̥ (~ *dʰugh₂-tr-és) > *dʰúgh₂-ter-m̥ > прабалто-слов'янський *dúkterin.
2. Баритонез: зняття акценту поширилося аналогічно на вокальні основи у відмінкових формах, де застосовувався закон Педерсена. Таким чином, згідно з sg *suHnúm > *súHnum > прабалто-слов'янське *sū́ˀnun.
3. Окситонез: наголос змістився з медіального складу на кінець слова в парадигмах з наголосними формами. Це змістило наголос на останній склад багатоскладових закінчень.
4. Пізнє балто-слов'янське ретракція: у двоскладових словах наголос знімався з кінцевого голосного слова, якщо перший склад не закінчувався на перешкоду (включаючи гортанні).

Крок 4 спричинив ретракції в nom/acc/voc однини окситону середнього роду o-основ, де закінчення було замінено займенником *-od, після чого відбулася втрата кінцевого *-d, що поставило голосний у кінцеву позицію. Однак, оскільки він був заблокований першим складом, що не втягується, у цьому класі іменників відбулося розщеплення: втягнені основи зрештою приєдналися до AP c у слов'янській мові, тоді як неутягнені основи приєдналися до AP b.

#### Оландер
«Закон мобільности» Оландера передбачає деякі умови, а саме:
- Наголошені короткі голосні мали одну мора, яка була наголошеною.
- Наголошені довгі голосні (незалежно від того, успадковані чи від гортані) мали дві мора з наголосом на першій.
- Акцентовані хіатальні довгі голосні (тобто V́HV) мав дві мора з наголосом на другій.

У самому законі про мобільність зазначено, що наголос видалявся, якщо він потрапляв на останню мору слова, і це слово стало ненаголошеним. Такі слова з'явилися з акцентом за замовчуванням на крайній лівій морі слова.

#### Московська акцентологічна школа
Московська акцентологічна школа вважає прабалто-слов'янську рухливу акцентну парадигму прямим рефлексом рецесивних праіндоєвропейських платформ:
- Праіндоєвропейське *médʰu r-r → прабалто-слов'янське *mȅdu r-r → праслов'янське *mȅdъ (AP c), пор. Давньогрецька méthu r-r, ведична mádhu r-r.
- Праіндоєвропейська *suHnús r-sd → (Закон Гірта) Прабалто-слов'янська *sū́nus sd-sd (вирівнювання кривої акценту) → давньолитовська súnus (AP 1) або праслов'янська *sy̑nъ (AP c), литовські sūnùs (AP 3); пор. Ведичний sūnúṣ r-sd.

### Гіртів закон
Закон Гірта змушував наголос відступати на попередній склад, якщо за голосним у попередньому складі відразу слідував гортаний. Це мало місце до додавання епентетичних голосних перед складовими сонорними, тому на момент зміни складові сонорні все ще виконували роль голосового ядра, як і справжні голосні, і також могли привертати наголос.
Закон Гірта відбувся після створення нової акцентної мобільности і послужив її модифікації. Якщо закінчення слів із рухомим наголосом складалося з кількох складів, це могло перемістити наголос з останнього складу на попередній, створюючи таким чином некінцевий наголос слов'янських *-ìti (інфінітив) та *-àxъ (локальний відмін множини). Якщо наголос був зміщений із закінчення слова з рухомим наголосом на основу, слово зазвичай перетворювалося на шаблон із фіксованим наголосом:
- прабалто-слов'янське *duHmós «дим» > (за законом Гірта, потім перетворення на фіксований наголос) *dúHmos > прабалто-слов'янське *dū́ˀmas > литовське dū́mai (AP 1), пізньослов'янське *dỳmъ (AP a)
- Прабалто-слов'янське *griHwáH «?» > (за законом Гірта, потім перетворення на фіксований наголос) *gríHwaH > прабалто-слов'янське *grī́ˀwāˀ > латвійське grĩva, пізньослів'янське *grìva (AP a)

Однак у деяких випадках закон Гірта, здається, не відбувся там, де його очікували, і слова залишаються з рухомим наголосом:
- прабалто-слов'янське *suHnús «син» > прабалто-слов'янське *sūˀnús > литовське sūnùs (AP 3), пізньоспільнеслов'янське *sy̑nъ (AP c)
- прабалто-слов'янське *giHwós «живий» > прабалто-слов'янське *gīˀwás > литовське gývas (AP 3), пізньоспільне слов'янське *žȋvъ (AP c)

### Силабічні сонорні
Праіндоєвропейські складові сонорні *l̥, *r̥, *m̥ і *n̥ (скорочено *R̥) розвинули перед собою протетичний голосний, перетворивши їх на «сонорні дифтонги». Ця зміна відбулася після закону Гірта, який діяв на оригінальні силабічні сонорні, але не на сонорні дифтонги.
І *i, і *u з'являються як протетичні голосні, дають рефлекси *im, *in, *ir, *il (*iR) і *um, *un, *ur, *ul (*uR). Донині залишається невирішеною проблемою щодо точних фонологічних умов, які запускають той чи інший рефлекс. Незважаючи на це, аналіз їх розподілу показав, що *i з'являється набагато частіше, що свідчить про те, що це рефлекс за замовчуванням, а *u з'являється лише в особливих випадках. У вибірці з 215 балто-слов'янських лексичних одиниць 36 (17 %) засвідчено лише рефлексами *uR, 22 (10 %) з обома рефлексами в одній мові чи галузі або з одним у слов'янській, а іншим у балтійській, і решта 157 (73 %) засвідчуються лише рефлексом *i..
Було запропоновано кілька теорій, найвідомішою є теорія Андре Вайана з 1950 року За його словами, *u виникло після ПІЄ labiovelars. Якщо це правда, то це був би єдиний слід лабіовелярів ПІЄ на балто-слов'янській мові.
Після огляду балто-слов'янського словника Рейнгольда Траутмана 1924 року Єжи Курилович у 1956 році не виявив фонологічно послідовного розподілу подвійних рефлексів, за винятком однієї позиції: після ПІЄ палатовеляри балтійські та слов'янські мають лише *iR рефлекс.
Георгій Шевельов у 1965 році дуже детально перевірив слов'янські дані, але врешті-решт показав лише те, що розподіл подвійних рефлексів у слов'янській мові не зводиться до фонологічної обумовлености.
Згідно з аналізом Крістіана Стенга в 1966 році, статистика Куриловича довела лише те, що рефлекси *iR зустрічаються набагато частіше, ніж рефлекси *uR. Стенг зробив кілька важливих зауважень:
- Балто-слов'янські граматичні морфеми мають рефлекси *iR, але не мають рефлексів *uR
- *iR рефлекси продуктивні при чергуваннях ablaut, тоді як *uR — ні
- багато слів, що містять дифтонги *uR, мають виразне значення[19], означають (i) «товстий», «німий», «лінивий», «незграбний», (ii) «кривий, зігнутий», (iii) "скалічений, старий ", (iv) «темні», «брудні», або (v) вони звукоподражательного походження. Такі слова могли бути інновованими в різні часи в передісторії і не мають ніякого відношення до балто-слов'янських рефлексів ПІЄ *R̥. Такі сонорні комбінації u + відображають універсальну семантичну категорію[20]; пор. англійську plump, dumb, bungle, bulky, clumsy, grm, dumpy тощо; Німецький манекен, dumpf, Штумм, Штумпф, пухкий і т. д.

Аналіз Стенга показує, що *iR був регулярним результатом дифтонгізації складових сонорантів ПІЄ. Дублети з експресивним значенням потім пояснюються як експресивно вмотивовані заміни *uR оригінального рефлексу *iR або як запозичення з субстратних діалектів (наприклад, німецьких), які регулярно мали рефлекс *R̥ > *uR, коли (до)балтослов'яни більше не мали складових сонорних звуків і потім використовувалися поруч із вихідним рефлексом.
За словами Яніса Ендзелінса та Рейнгольда Траутмана, рефлекс *uR призвів до нульової оцінки морфем, які мали ПІЄ *o (>балтослов'янське *a) в нормі.
Матасович у 2008 році запропонував такі правила:
1. Спочатку складові соноранти розвивають протетичний schwa : *R̥ > *əR.
2. *ə > *i в кінцевому складі.
3. *ə > *u після велярних і перед носовими.
4. *ə > *i інакше.

### Гортанні і гострі
Згідно з традиційною школою, гортані зникли як самостійні фонеми. Деякі лінгвісти лейденської школи, зокрема Дерксен і Кортландт, реконструюють голосовий або гортанний приголосний для прабалто-слов'янської мови, як прямий рефлекс оригінальних ларингеалів. Таким чином, решта цього розділу застосовується лише в тому випадку, якщо не слідувати цій ідеї.
Як і майже в усіх індоєвропейських галузях, гортані в початку складу були втрачені, як і всі гортанні початкові слова. Зникли і гортанні між приголосними, але в першому складі вони відображаються як *a:
- *h₁rh̥₃déh₂ «чапля, лелека» (давньогрецька erōdiós, лат. ardea) > прабалто-слов'янське *radāˀ > слов'янське *roda (сербохорв. róda).
- *sh̥₂l- (похила основа від *seh₂ls «сіль») > прабалто-слов'янське *salis > давньопруське sal, слов'янське *solь (OCS solь, польське sól, рос. solʹ).

Інші laryngeals були втрачені в прабалто-слов'янській мові, але в деяких випадках склад загострювався як «залишок» від колишнього laryngeal. Можна відзначити наступні результати: H означає гортаний, V — голосний, R — сонорний, а C — будь-який приголосний:
| ПІЄ    | ПБС    |
| ------ | ------ |
| VH(C)  | V̄ˀ(C)  |
| VHV    | V̄, VRV |
| VR     | VR     |
| VRH(C) | VRˀ(C) |
| ВРХВ   | VRV    |

У випадку послідовности VHV результатом є VRV з напівголосною, коли перша голосна близька *i або *u, що відображається в *kruh₂és (gen. sg.) > ПБС *kruves > слов'янське *krъve. В інших випадках результатом є довгий не гострий голосний.
Результат довгих голосних, успадкованих безпосередньо від праіндоєвропейської мови, а не подовжених за допомогою гортані, є спірним. Традиційна думка стверджує, що акуте є автоматичним рефлексом довжини голосних, і тому всі довгі голосні автоматично вимикаються, незалежно від того, чи є вони вихідними, чи результатами наступних ларингеальних. Абсолютно кінцеві довгі голосні походження ПІЄ не загострювалися, але залишалися відмінними від довгих голосних, що утворюються від laryngeals, відмінність також зустрічається в прагерманських «наддовгих» голосних. Натомість Кортландт дотримується позиції, що гостра форма відображає лише гортанні; таким чином успадковані довгі голосні не викликають гострого. Незважаючи на це, акут з'являється у всіх випадках подовження голосних у балтослов'янській мові. Усі довгі голосні, що виникли у складі словотворів або звукових змін у балто-слов'янський період, отримали гострий. Це включало нові чергування *u ~ *ū і *i ~ *ī, які були іннововані в балто-слов'янській мові.
Крім гостроти, складові сонорні, за якими слідують гортанні, показують той самий результат, що й складові сонорні в інших середовищах. Балтослов'янська мова поділяє цю характеристику з германськими, але не з іншими індоєвропейськими мовами, які в цьому випадку демонструють чітко виражені рефлекси. Порівняти: ПІЄ *pl̥h₁nós > прабалто-слов'янське *pílˀnas (слов'янське *pьlnъ, литовське pìlnas) і прагерманське *fullaz (< раніше *fulnaz, зі звичайним *l̥ > *ul ; англійське full), але пракельтське *ɸlānos (де *l̥ > al нормально).

### Вінтерів закон
Закон Вінтера викликав подовження голосних, якщо слідувала проста дзвінка зупинка, а нові довгі голосні отримували гострі. Згідно з деякими аналізами, зміна відбулася, лише якщо зупинка була в складі (склад, що закінчується на цей приголосний).
Рівний і аспіраційний зупинки злилися в балто-слов'янській мові, але закон Вінтера діяв до того, як це злиття відбулося. Отже, відмінність між цими двома рядами опосередковано збереглася в прабалто-слов'янській мові завдяки довгим гострим голосним. Крім того, закон Вінтера мав місце до того, як *o і *a злилися, оскільки раніше він подовжував *o до *ōˀ і *a до āˀ.
На основі відносної хронології звукових змін було встановлено, що закон Вінтера запрацював досить пізно, після того, як відбулися деякі інші менш помітні балто-слов'янські зміни, наприклад, після зникнення гортані в передвокальному положенні:
- *eǵh₂óm > прабалто-слов'янське *eźHom > (закон Вінтера) *ēˀźHom > прабалто-слов'янське *ēˀźun > загальнослов'янське *(j)azъ́ > OCS azъ, словенське jaz.

Правила, що регулюють виникнення гострої зупинки від голосних зупинок, здаються складними, коли вони сформульовані в рамках «класичної» праіндоєвропейської теорії гортані, оскільки немає очевидного зв'язку між ларингеальними зупинками та голосними зупинками, обидві з яких викликають гостру. Фредерік Кортландт запропонував альтернативне, більш елегантне та економічне правило для виведення балто-слов'янського гострого за допомогою глотталичної теорії праіндоєвропейської мови. Він припустив, що гострий є рефлексом глотальної зупинки, який має два джерела: злиття ПІЄ гортані та розчинення попередньої глоттальної зупинки ПІЄ («голосні зупинки» в традиційній реконструкції) до глотальної зупинки та голосної зупинки, згідно з закону Вінтера.
Хоча теорія Кортландта витончена, вона також має деякі проблеми. Теорія глотталії, яка була запропонована в 1970-х роках, не є загальноприйнятою серед лінгвістів, і сьогодні лише невелика меншість лінгвістів вважатиме її надійною та самодостатньою структурою, на якій базуються сучасні індоєвропейські дослідження. Також існує ряд балтослов'янських лексем з акутом, які, ймовірно, не мають ПІЄ ларингеального походження, а деякі з них були наслідком апофонічних подовжень, що мали місце лише в балтослов'янський період.

### Носові
Нарешті, у балтослов'янській мові *m стало *n. У більшості балто-слов'янських мов кінцеві носові форми безпосередньо не збереглися, що свідчать переважно непрямими. Старопрусська мова унікально зберігає кінцевий *-n, і справді є чітке підтвердження зміни в номінативі- винувачі середнього роду, наприклад assaran «озеро» < прабалто-слов'янське *éźeran / *áźeran < ПІЄ *eǵʰerom. В інших балтійських мовах кінцеві носові слова не зберігаються. У литовській мові є подовження голосних, що відображає попередні носові голосні, але вони, ймовірно, можуть походити або від кінцевого -n, або від -m, і, отже, не надають жодного доказу. У слов'янській мові всі кінцеві приголосні так чи інакше втрачені, тому прямих доказів немає.
Проте є непрямі докази у вигляді ефектів сандхі, які збереглися в деяких слов'янських займенниках. Наприклад, старослов'янська засвідчує конструкції на кшталт sъ nimь «з ним», які можна простежити до прабалто-слов'янського *śun eimiš, де перше слово відображає загальний праіндоєвропейський прийменник *ḱom «з» (порівняйте латинська cum), а друга відображає займенникову основу ПІЄ *ey- (лат. is, німецька er). У слов'янській мові, відповідно до " Закону відкритих складів «, кінцеве -n прийменника було переосмислено як належне до займенника, який діяв, щоб зберегти ніс у його балтослов'янській формі, таким чином підтверджуючи, що це дійсно -n : Якби зміна *-m на *-n не відбулася на більш ранньому етапі, фраза була б *śu m eimiš, що натомість дало б *sъ m imь в OCS.

### Голосні
Можна відзначити такі зміни голосних у прабалто-слов'янській мові:
- Довгі голосні скорочуються перед кінцевим словом *-n. Таким чином, знахідний відмінок ā-основи однини, спочатку *-āˀm, був скорочений до *-an : литовський -ą, старопрусський -an, слов'янський *-ǫ. Якщо початкове закінчення родового відмінка множини було *-ōm, то завдяки цій зміні воно було скорочено до *-on.
- Завершальні слова *-os і *-on підвищуються до *-us і *-un при наголошенні, наприклад *eǵh₂óm > балтослов'янське *ēˀźun > слов'янське *ãzъ. Це спричиняє розкол в парадигмі о-стебла, який пізніше різними способами нівелюється. У Балтії номінали з початковим кінцевим наголосом переносяться на перегин U-стебла. У слов'янській мові чоловічі два типи змішуються і майже повністю зливаються в більшості сучасних мов.
- Завершальне слово *-mi скорочується до *-n після довгого голосного. Ця зміна відбулася після скорочення, так що голосний залишився довгим і, якщо застосовно, гострим. Наприклад, ā- основне орудне закінчення однини *-āmi було зведено до *-ān > литовське -à, слов'янське *-ǫ (порівняно з о- основним закінченням *-ami > слов'янське *-omь).
- *o > *a
- *un подовжується до *ūˀn (з гострим), коли слідує зупинка. У слов'янській мові воно відображається як *y, без носового. Наприклад: ПІЄ *Hunk- „звикнути“ > балтослов'янське *ūˀnktei > литовське jùnkti, латвійське jûkt, OCS vyknǫti, верхньолужицьке wuknyć. *в таких умовах подовження, як часто стверджується в старій літературі, не спостерігалося[25].

## Морфологія
Прабалто-слов'янська мова зберегла багато граматичних ознак, наявних у праіндоєвропейській мові.

### Граматичні категорії
Прабалто-слов'янська мова використовувала сім відмінків:
- Називний відмінок — підмет
- Знахідний відмінок — прямий домінник
- Родовий відмінок — володіння, відношення чи асоціація; прямий об'єкт заперечованого дієслова
- Місцевий відмінок — стаціонарне розташування
- Давальний відмінок — непрямий відмінок
- Орудний відмінок — інструмент, засіб, за допомогою якого, супроводжуючий
- Кличний відмінок — пряме звертання

Восьмий праіндоєвропейський відмінок, аблятив, злився з родовим відмінком. Деякі флективні закінчення для родового відмінка були замінені на закінчення колишнього аблятиву.
Прабалто-слов'яни також розрізняли три граматичні числа:
- однина (для одного предмета)
- двоїна (для двох предметів)
- множина (для трьох і більше предметів)

Подвійне збереглося в ранніх слов'янських мовах, але більшість сучасних слов'янських мов його втратили. Словенська, чакавська (діалект сербохорватської) та лужицька є єдиними слов'янськими мовами, що залишилися, які досі постійно використовують подвійне число. У більшості інших слов'янських мов подвійне число не зберігається, за винятком історично парних іменників (очі, вуха, плечі), певних фіксованих виразів та узгодження іменників у разі використання з числами; його синхронно часто аналізують як родовий відмінок однини через подібність форм. У балтійських мовах також була подвійна система числення, але в сучасних латиській та литовській мовах вона практично застаріла.
Нарешті, прабалто-слов'янські іменники також могли мати один із трьох родів: чоловічий, жіночий чи середній. Багато іменників середнього роду в ПІЄ стали чоловічим у балто-слов'янській мові, тому група була дещо зменшена порівняно з іншими. Сучасні слов'янські мови значною мірою продовжують використання трьох граматичних родів, але сучасні балтійські мови злили середній рід у чоловічий. У литовській мові немає іменників середнього роду, але в займенниках, відмінках і числівниках зберігається середній рід. Латиська взагалі не має середньої статі.
Нововведенням у балтослов'янській мові було використання родового відмінка замість знахідного для прямого додатка заперечного дієслова. Ця функція все ще присутня в його нащадках:
- „Я прочитав книгу“: словенське sèm brál knjígo, литовський knỹgą skaičiau
- „Я не читав книги“: словенське nísem brál knjíge, литовський knỹgos neskaičiau

### Прикметники
Балто-слов'янським нововведенням щодо дієприкметників було створення чіткої „визначеної“ флексії прикметників шляхом приєднання форм займенника *ja- до існуючих прикметникових форм. Змін мав функцію, схожу на функцію певного артикля „the“ в англійській мові: литовська geràsis , старослов'янська добрꙑи „добро“ проти gẽras , добръ „добре“. У більшості слов'янських мов сьогодні ця відмінність більше не є продуктивною, і більшість слов'янських мов зберігають суміш визначених і невизначених форм в одній парадигмі.
Російська, чеська та польська, наприклад, використовують вихідні форми називного відмінка однини (рос. -ый, -ая, -ое (-yj, -aja, -oje), польський -y, -a, -e, чеський -ý, — á, -é). Чеська та польська втратили неозначені форми, за винятком кількох обмежених випадків використання, тоді як російська зберегла неозначені називні форми як так звані „короткі форми“, які в деяких випадках використовуються в позиції присудка. Сербохорватська та словенська все ще розрізняють два типи, але лише в називному відмінку чоловічого роду однини (визначений -i проти невизначеного без закінчення). Болгарська та македонська мова ввели абсолютно нові форми, додавши замість них форми вказівного займенника *t-.

### Дієслова
Розмежування між атематичними і тематичними дієсловами було збережено, але кількість атематичних дієслів поступово зменшувалась. Основні закінчення від першої особи однини, атематичне *-mi та тематичне *-oh₂, залишалися різними, даючи балто-слов'янські *-mi та *-ōˀ відповідно. Тематичне закінчення іноді розширювали, додаючи до нього атематичне закінчення, очевидно, у балто-слов'янські часи, в результаті чого з'явилося третє закінчення: *-ōˀmi > *-ōˀm > *-ōˀn > *-an, замінюючи початкове закінчення у слов'янському, відбивається як *-ǫ (рос. -у (-u), польськ. -ę, болгар. -a).
У багатьох слов'янських мовах, зокрема південно- та західнослов'янських, атематичне закінчення аналогічно поширилося на інші дієслова і навіть повністю замінило тематичне закінчення в деяких мовах (словенській, сербохорватській). У балтійських мовах збереглося лише тематичне закінчення, як литовське -ù та латвійське -u (< східнобалтійське *-uoˀ < балто-слов'янське *-ōˀ). У латвійській мові форма від першої особи однини būt „бути“ — esmu, яка зберігає оригінальне *-m- атематичного закінчення, але воно було розширено тематичним закінченням.
Балтослов'янська мова замінила закінчення ПІЄ другої особи однини *-si на *-seHi > *-sei, походження якого не повністю зрозуміло. За словами Кортландта, кінцівка є поєднанням закінчення *-si з *-eHi, яке він вважає оригінальним тематичним закінченням. Нове закінчення *-sei перейшло до всіх трьох гілок балто-слов'янської мови і стало використовуватися в усіх атематичних кореневих дієсловах у балтійській мові. У старослов'янській вона повністю витіснила старішу кінцівку. В інших слов'янських мовах оригінальне закінчення зазвичай зберігається, за винятком атематичних дієслів.
Аспектова відмінність між теперішнім і аористом була збережена і досі продуктивна в прабалто-слов'янській мові. Він зберігся в ранньослов'янській мові, але поступово був замінений інноваційним аспектним розрізненням з різноманітними формами. Сучасна болгарська мова зберегла аорист, однак, поряд з новою системою, створюючи чотиристоронній контраст. Індоєвропейський досконалий/статевий виходив з ужитку в прабалто-слов'янській мові і, ймовірно, був уже перетворений до реліктів у прабалто-слов'янські часи. У слов'янській мові воно збереглося лише в неправильній старослов'янській формі vědě „знаю“ (< балто-слов'ян. *waidai < ПІЄ *wóyde, від *weyd- „бачити“), у якій зберігається неправильне закінчення від першої особи однини, як передбачається виникнути в досконалому.
Праіндоєвропейська мова спочатку не мала дієйменника, але мала декілька конструкцій, які служили іменниками дії. Два з них, -tis і -tus іменників, залишилися в використанні в Балто-слов'янські і придбав віддієслівний іменник і дієйменник-подібних функцій. Однак за балто-слов'янських часів вони не були повністю інтегровані в систему дієслів, і окремі балто-слов'янські мови розходяться в деталях. У слов'янських і східнобалтійських мовах дієйменник утворився від відмінкової форми іменника -tis : литовського -ti, латиського -t, праслов'янського *-ti. Однак старопрусська мова має -t і -twei як дієйменник закінчення, останнє з яких натомість походить від іменника -tus. Коротший -t може походити з будь-якого типу.

### Акцентна система
Праіндоєвропейський акцент був повністю перероблений у балтослов'янській мові, що дало далекосяжні наслідки для наголосних систем сучасних дочірніх мов. Розвиток був зумовлений кількома делікатними факторами, такими як довжина складу, наявність гортані, що закриває склад, і положення ПІЄ ictus. Серед балто-слов'ян досі немає єдиної думки щодо точних деталей розвитку балто-слов'янської акцентної системи. Усі сучасні дослідження базуються на фундаментальному дослідженні Станга (1957), яке в основному започаткувало галузь порівняльної балто-слов'янської акцентології. Проте було виявлено багато законів і відповідностей, які тепер вважаються істинними більшістю дослідників, навіть якщо точні деталі іноді залишаються спірними.
Рання балтослов'янська мова зберегла простий акцент, у якому характерним було лише розміщення наголосу, але не було відмінностей за висотою звуку. Гострий регістр спочатку був не більше ніж артикуляційною ознакою на певних складах і міг виникати незалежно від розстановки наголосу. Проте акут був пусковим механізмом кількох звукових змін, які вплинули на розстановку наголосу. Наприклад, відповідно до закону Гірта, наголос мав тенденцію зміщуватися вліво на склад, який мав акут.
На наголошених складах акут почав супроводжуватися чітким контуром висоти в пізньопрабалто-слов'янській мові. Отже, наголошені склади будь-якого типу, які могли нести гострий регістр у прабалто-слов'янській мові (перераховані вище), тепер відрізнялися контуром висоти, а також артикуляцією; вони мали високу або спадну висоту (чи наголосні гострі склади мали висоту чи спад, різняться в діалекті). Тональні наголоси, що виникли в результаті цього процесу, в балто-слов'янському мовознавстві називають „гострим наголосом“ і „циркумфлексним наголосом“.
Склади з одним коротким голосним не могли переносити гострий регістр і тому також не мали тональних відмінностей. Коли наголошено, вони мали той самий контур висоти (хоча невиразний), що й склад із наголошеним циркумфлексом. Кажуть, що склади мають „короткий наголос“.
Для реконструкції балто-слов'янського акценту найважливішими є ті мови, які зберегли тональні протиставлення: литовська, латиська, (ймовірно) давньопрусська та західно-південнослов'янські мови словенської та сербохорватської. Однак слід мати на увазі, що просодичні системи діалектів у вищезгаданих мовах іноді сильно відрізняються від стандартних мов. Наприклад, деякі хорватські діалекти, такі як чакавський та посавський діалекти слов'янської щокавської мови, є особливо важливими для балто-слов'янської акцентології, оскільки вони зберігають більш архаїчну та складнішу тональну систему наголосу, ніж новоштокавський діалект, на якому сучасні стандартні різновиди сербохорватської (боснійська, хорватська і сербська) засновані. З іншого боку, багато діалектів повністю втратили тональні протиставлення (наприклад, деякі кайкавські різновиди, загребська розмовна нестандартна ідіома).
Погляд меншости, що походить від Володимира Дибо, вважає балто-слов'янську акцентуацію (на основі відповідности в німецькій, кельтській та італійській мовах) більш архаїчною, ніж греко-ведична, і тому ближча до праіндоєвропейської.

#### Позначення
Нижче наведено короткий огляд загальновживаних діакритичних знаків для балто-слов'янських (BSl.) наголосів та/або просодичних ознак, які базуються на прикладі літери a. У кожному випадку існує груба характеристика вимови з точки зору послідовностей високих, середніх і низьких тонів.
- литовська: „падаючий“/HL (гострий) á, „підйом“/H(L)H (циркумфлекс) ã, „короткий“/H à
- Латиська (на всіх складах): „падаючий“/HL à, „підйом“/LH (або „подовжений“) ã, „розбитий“/L'H â
- Словенська: „падаючий“/HL ȃ, „підйом“/LH á, „короткий“/H ȁ
- Сербо-хорватська[29]: „коротке падіння“/HL ȁ, „довге падіння“/HML ȃ, „коротке підйом“/LH à, „довго підйом“/LMH á, „посттонічна довжина“ ā
- Загальнослов'янські: „коротке падіння“/HL (короткий циркумфлекс) ȁ, „довгий спад“/HML (довгий циркумфлекс) ȃ, „гострий“/LH (старий гострий, старий підйом) a̋, „неогострий“/L(M) H (старий гострий, старий підйом») á або ã

У хорватських діалектах, особливо в чакавському та посавському, «neoacute» («новий гострий», новий висхідний тон) зазвичай позначається тильдою, як ã. Короткий neoacute («короткий новий підйом») позначається як à. Неоакути являють собою постпраслов'янський розвиток.
Ось зворотний ключ, який допоможе розшифрувати різні діакритичні знаки:
- гострий наголос (á): Зазвичай тривалий висхідний та/або BSl. гострий. Неоостра в деяких слов'янських реконструкціях. Наголос за замовчуванням, коли мова має лише одну фонемачну просодичну ознаку (наприклад, наголос в російській мові, довжина в чеській). Знаки литовською мовою, які давно спадають, тому що це походить від BSl. гострий.
- серйозний акцент (à): Зазвичай короткий висхідний або просто короткий.
- циркумфлексний наголос (â): БСл. циркумфлекс у реконструкціях. Порушений тон у сучасній балтійській мові (латвійська та жемайтська литовська), голосний із голосковою зупинкою посередині (походить від BSl. гострий). Тривале падіння в сучасних слов'янських мовах.
- тильда (ã): Альтернативне позначення для BSl. циркумфлекс у реконструкціях. Довгий підйом у різних сучасних мовах (литовська, латиська, архаїчні сербсько-хорватські діалекти, наприклад, чаковська). Походить із різних джерел: литовська < BSl. циркумфлекс, латвійський < BSl. гострі, сербохорватські діалекти < довгі загальнослов'янські неоакути (від наголосного ретракції).
- подвійний серйозний наголос (ȁ): Зазвичай короткий спад (переважно в слов'янській мові). Похідне від circumflex (= довге падіння) шляхом перетворення «гострої» частини акценту на серйозний, так само, як простий акут (= довгий підйом) скорочується шляхом перетворення на могилу.
- подвійний гострий наголос (a̋): Старий акут у деяких слов'янських реконструкціях. (На відміну від єдиного акута для слов'янського новоострого в реконструкціях. Виходячи з того, що старий акут був скорочений у загальнослов'янській мові.)
- макрон (ā): довжина голосних, особливо в складах без тону (наприклад, у ненаголошених складах у слов'янській мові).
- breve (ă): скорочення голосних.

Існує кілька конкуруючих систем, які використовуються для різних мов і різних періодів. Найважливішими є такі:
1. Тристороння система праслов'янської, прабалто-слов'янської, сучасної литовської: гострий тон (á) проти циркулярного тону (â або ã) проти короткого наголосу (à).
2. Чотиристороння сербохорватська система, яка також використовується в словенській і часто в слов'янських реконструкціях: довгий підйом (á), короткий підйом (à), довгий спад (â), короткий спад (ȁ).
3. Двостороння довжина: довга (ā) проти короткої (ă).
4. Лише довжина, як у чеській та словацькій мовах: довга (á) проти короткої (a).
5. Тільки наголос, як у російській, українській та болгарській мовах: наголошений (á) проти ненаголошений (a).

Багато непрозодичних знаків також зустрічаються в різних мовах у поєднаннях з певними літерами. Різні комбінації літер і діакритичних знаків зазвичай слід розглядати як окремі символи (тобто як еквівалентні таким простим символам, як a, b, c...).
Приклади на голосні:
- ogonek (ą): З загнутим вправо гачком на відміну від загнутого вліво седіля (ç): назалізація голосних. У стандартній литовській мові назалізація є історичною, і голосні тепер просто відображаються як довгі голосні, але деякі діалекти все ще зберігають назалізовані голосні. Іноді використовується для позначення низької середньої якості в e, o.
- overdot (E ȯ), underdot (Ео): висока середнє якість гласнога [e o] відрізняється від звичайної ЕО з зазначенням низькою середини голосних [ɛ ɔ] Надкрапка зазвичай зустрічається в литовській, а underdot у словенській.
- перевернутий знизу (e̯ i̯ o̯ u̯), що вказує на нескладові голосні (часто це друга частина дифтонга).
- háček (ě): із загостреною v- образною формою, а не з округлою у- образною формою бреве : ě, у слов'янських реконструкціях, є голосним, відомим як yat, відмінним за довжиною та пізнішою якістю від простого e (спочатку довше і нижче; пізніше; пізніше), довший і вищий у багатьох діалектах), але ě у чеській мові іноді вказує замість простого e з палаталізацією попереднього приголосного (dě tě ně).
- ô, ó, ů спочатку означало високий-серединний [o] або дифтонгізований [uo] у різних слов'янських мовах (відповідно: словацька/діалектна російська; польська/ верхньолужицька / нижньолужицька ; чеська). Тепер він позначає [u] польською мовою та довгий [uː] чеською.

Приклади в приголосних звуках:
- Більшість діакритичні на приголосні вказують на різні види піднебінних звуків, таких як Акут (С ǵ До Л М Н Р С г), а коми (G K L N) в HACEK (C D L N R S T Z) або риса (đ). Вони можуть вказувати на три:
  - palatoalveolars (č š ž): вони мають «затишну» вимову [tʃ ʃ ʒ], як в англійській кухні, mission, vision і менш піднебінні, ніж звуки, позначені ć ś ź ;
  - alveolopalatals (ć đ ś ź, як у польській та сербохорватській мовах);
  - піднебінні зупинки (безголосий ḱ/ķ/ť і дзвінкий ǵ/ģ/ď" відповідно македонською, латвійською та чеською мовами);
  - піднебінний ніс (ń ņ ň);
  - піднебінний бічний (ĺ ļ ľ); або
  - палаталізована трель (ŕ, також ř чеською спеціально для фрикативної трелі).
- У словацькій ĺ і ŕ вказують на подвоєні, а не піднебінні (піднебінні) приголосні (vŕba=верба, hĺbka=глибина).
- У західній західнослов'янській (польській, кашубській, верхньолужицькій та нижньолужицькій мовах) ż вказує на дзвінкий ретрофлексний шиплячий [ʐ]. (Інші такі шиплячі позначаються орграфами на кшталт cz, sz.)
- У західній західнослов'янській мові ł вказує на звук, який колись був темним (веляризованим) l, але тепер зазвичай вимовляється [w].

#### Акцентні парадигми
Прабалто-слов'янська мова, як і праіндоєвропейська, мала клас номінальних імен із так званою «рухомою» акцентуацією, в якій наголос чергувався між основою слова та закінченням. Класи номінальних, як правило, реконструюються на основі ведичного санскриту та давньогрецької мови, які зберегли положення оригінального наголосу ПІЄ майже без змін. Однак, порівнявши балто-слов'янські свідчення, було виявлено, що правила ПІЄ щодо чергування наголосу, розроблені на основі ведичної та грецької мови, не збігаються з тими, що існують у балто-слов'янській мові.
Більше того, номінали, що належать до рухливих парадигм у балтослов'янській мові, належать до класів відмінювання, які завжди мали фіксований наголос у парадигмах ПІЄ: ā-основи та o-основи. Довгий час точні співвідношення між акцентуацією номінальних імен у балто-слов'янській мові та ПІЄ були одним із найзагадковіших питань індоєвропеїстики, і деякі частини головоломки досі відсутні.
Дослідження Крістіана Станга, Фердинанда де Соссюра, Владислава Ілліча-Світича та Володимира Дибо привели до висновку, що балтослов'янські номінали щодо акцентуації можна звести до двох парадигм: нерухомої та рухомої. Номінали фіксованої парадигми мали наголос на одному з основоположних складів, а в номінальних назвах рухомої парадигми наголос чергувався між основою і закінченням. Як показав Ілліч-Свитич, балтослов'янські номінали фіксованої парадигми відповідають номіналам ПІЄ з наголосом на корені (ПІЄ barytones). Єдиним винятком були імена з наголосом на кінці (ПІЄ oxytones), коли воно було зміщено на корінь у балтослов'янській відповідно до закону Гірта; такі номінали також мають фіксований наголос у балто-слов'янській мові.
Походження балто-слов'янських номіналів мобільної парадигми остаточно не визначено, з кількома запропонованими теоріями походження. На думку Ілліча-Свитича, вони походять як аналогічна розробка від окситонів ПІЄ з фіксованим акцентом. Ця теорія була піддана критиці за те, що вона залишає незрозумілим, чому номінали ПІЄ з фіксованим акцентом на кінці стали мобільними, оскільки аналогії зазвичай призводять до одноманітности та регулярности. Згідно з Мейлетом і Штангом, балто-слов'янська акцентна рухливість була успадкована від приголосних і голосних стовбурів ПІЄ, але не для о-основ, де вони представляють балто-слов'янську інновацію. Ведична і грецька мови втратили наголосну рухливість в основах голосних, зберігши її тільки в приголосних. Де Соссюр пояснив це в результаті ретракції наголосу в медіально наголошених складах приголосних стовбурів, що демонструють гістерокінетичну парадигму, а голосові основи згодом імітують нові акценти за аналогією. На думку Дибо, положення балтослов'янського наголосу визначається формулою з тонів ПІЄ відповідно до теорії валентности, розробленої московською школою, яка передбачає лексичну тональність у ПІЄ. Кортландт до 2006 року підтримував теорію про те, що балто-слов'янська мова втрачає акцентну рухливість приголосних основ у номіналах і впроваджує інновації скрізь, але після 2006 року стверджує, що первісна наголосна мобільність ПІЄ була збережена в балто-слов'янській мові в ā-stems (eh₂-), i-основи, u-основи та приголосні.
Акцентна система Балто-слов'янська додатково перероблена в протягом періоду праслов'янського і загальнослов'янської (закон диб в, закон мейй, закон Ivšić в і т. д.), що призводить до трьох общеславянским акцентним парадигм (зазвичай вказується з допомогою букв A, B, C), що відповідає чотирьом литовським акцентним парадигмам (позначених цифрами 1, 2, 3, 4) за простій схемі:
|                    |       | Гострий регістр на корені |           |
| так                | немає |                           |           |
| Фіксований наголос | так   | ап 1/ап А                 | ап 2/ап Б |
| Фіксований наголос | немає | ап 3/ап C                 | ап 4/ап C |

##### Фіксована парадигма з гострим коренем
Найпростішим є акцентуація іменних імен, які ставилися на корінь у балтослов'янській мові. Вони залишаються з наголосом на корені (корінь тут розуміється в прабалто-слов'янському, а не в значенні ПІЄ) у всій парадигмі в балтійській (перша литовська парадигма акценту) та слов'янській (парадигма акценту a).
|    |       | Литовська | Російський | Сербохорватська | Словенська |
| -- | ----- | --------- | ---------- | --------------- | ---------- |
| sg | Н     | várna     | voróna     | vrȁna           | vrána      |
| sg | К     | várna     | —          | vrȁno           | —          |
| sg | З     | várną     | vorónu     | vrȁnu           | vráno      |
| sg | Р     | várnos    | voróny     | vrȁnē           | vráne      |
| sg | Д     | várnai    | voróne     | vrȁni           | vráni      |
| sg | М     | várnoje   | voróne     | vrȁni           | vráni      |
| sg | О     | várna     | vorónoj    | vrȁnōm          | vráno      |
| du | Н З К | —         | —          | —               | vráni      |
| du | Р     | —         | —          | —               | vrán       |
| du | Д О   | —         | —          | —               | vránama    |
| du | М     | —         | —          | —               | vránah     |
| pl | Н К   | várnos    | voróny     | vrȁne           | vráne      |
| pl | З     | várnas    | vorón      | vrȁne           | vráne      |
| pl | Р     | várnų     | vorón      | vrȃnā           | vrán       |
| pl | Д     | várnoms   | vorónam    | vrȁnama         | vránam     |
| pl | М     | várnose   | vorónax    | vrȁnama         | vránah     |
| pl | О     | várnomis  | воронами   | vrȁnama         | vránami    |

- Російські експонати «повноголосні», в якому рідкі дифтонги отримують після них епентетичний голосний. Рідкий дифтонг з гострим наголосом дає акцент на епентетичній голосній; циркумфлексний наголос призводить до наголосу на першому (оригінальному) голосному (-árˀ- > -oró-, -ar- > -óro-). Натомість сербохорватська та словенська мови показують метатезу.
- Сербохорватська мова не відображає гостроту як тональну відмінність, але показує короткий спадний наголос послідовно для всіх слів із післяслов'янським початковим наголосом незалежно від тону. Короткий спадний наголос у родовому відмінку множини подовжено через втрату yer. Додавання -ā є пізнішим нововведенням.
- У словенській мові висхідний голосний, що відображає початковий гострий. Усі короткі наголошені голосні в некінцевих складах були подовжені, що усунуло відмінність довжини в родовому відмінку множини.

##### Фіксована парадигма з незагостреним коренем
В іменниках з нерухомим початковим наголосом, які не мали гострокореневого складу, як у литовських, так і у слов'янських відбулося самостійне зміщення наголосу від кореня до закінчення. У литовській мові це іменники другої акцентної парадигми, а в слов'янській — наголосної парадигми b.
Литовський іменник rankà «рука» етимологічно відповідає російській ruká та сербохорватській rúka, але обидва стали мобільними в пізнішому спільнослов'янському розвитку, тому замість них перераховані рефлекси праслов'янського іменника *juxá «суп».
|    |       | Литовська | Російська | Сербохорватська | Словенська |
| -- | ----- | --------- | --------- | --------------- | ---------- |
| sg | Н     | rankà     | uxá       | júha            | júha       |
| sg | К     | rañka     | —         | jȗho            | —          |
| sg | З     | rañką     | uxú       | júhu            | júho       |
| sg | Р     | rañkos    | uxí       | júhē            | júho       |
| sg | Д     | rañkai    | uxé       | júsi/juhi       | júhi       |
| sg | М     | rañkoje   | uxé       | júsi/juhi       | júhi       |
| sg | О     | rankà     | uxój      | júhōm           | júho       |
| ду | Н З К | —         | —         | —               | júhi       |
| ду | Р М   | —         | —         | —               | —          |
| ду | Д О   | —         | —         | —               | джухама    |
| пл | Н     | rañkos    | uxí       | júhe            | júhe       |
| пл | К     | rañkos    | –         | jȗhe            | júhe       |
| пл | З     | rankàs    | uxí       | júhe            | júhe       |
| пл | Р     | rañkų     | úx        | джуха           | júh        |
| пл | Д     | rañkoms   | uxám      | джухама         | júham      |
| пл | М     | rañkose   | uxáx      | джухама         | júhah      |
| пл | О     | rañkomis  | uxámi     | джухама         | júhami     |

- У литовській мові початковий наголос зберігався в усіх випадках, коли закінчення не містило гострого складу. У формах із загостреним закінченням (називний та орудний відмінок однини, знахідний відмінок множини) наголос змістився на закінчення, згідно з правилом, відкритим де Соссюр. Пізніше цей гострий склад був скорочений законом Лескієна.
- У слов'янській мові наголос перейшов з неострого кореня на закінчення в усіх відмінкових формах відповідно до закону Дибо.
- У новоштокавських діалектах сербохорватської мови, які використовуються як основа для стандартних боснійської, хорватської та сербської мов, відбулося так зване «неоштокавське відступлення»: наголос знявся із закінчення на кореневий склад і став висхідним. Старощокавські та чакавські діалекти зберегли первісну парадигму з наголосом на закінчення.
- У словенській мові також відмічається акцент, що призводить до тривалого підвищення тону.

##### Мобільна парадигма
Іменники з рухомим наголосом мали в одних випадках наголошений перший склад, в інших — наголошене закінчення.
Литовська мова розрізняє дві акцентні парадигми цих іменних імен залежно від того, був корінь гострим, як у фіксованій парадигмі, чи ні.
- Якщо корінь був гострим, то кажуть, що він належить до третьої парадигми акценту.
- Якщо корінь не ставився в гострій формі, то за дією закону де Соссюра наголос перемістився на всі гострі закінчення в парадигмі, і ці іменники враховуються як належні до четвертої парадигми наголосу.

У праслов'янській мові дію закону Меє перетворило гострі корені на обведені в рухомих іменних, так що розкол, знайдений у литовській мові, не відбувся. Усі номінали з рухомою акцентуацією у балтослов'янській мові належать до однієї акцентної парадигми у слов'янській — акцентної парадигми С.
|    |       | Литовська | Рросійська             | Новоштокавська Сербохорватська | ЧакавськаСербохорватська |
| -- | ----- | --------- | ---------------------- | ------------------------------ | ------------------------ |
| sg | Н     | galvà     | Голова                 | голова                         | голова                   |
| sg | К     | gálva     | —                      | glávo                          | glȃvo                    |
| sg | З     | gálvą     | голову                 | glȃvu                          | glȃvu                    |
| sg | Р     | galvõs    | Головний               | gláve                          | glāvé                    |
| sg | Д     | gálvai    | головне (OESl. gólově) | glȃvi                          | голова                   |
| sg | М     | galvojè   | головне                | glȃvi                          | голова                   |
| sg | О     | gálva     | golovój                | glávōm                         | glāvún                   |
| du | Н З К | —         | —                      | —                              | —                        |
| du | Р М   | —         | —                      | —                              | —                        |
| du | Д О   | —         | —                      | —                              | —                        |
| pl | Н К   | gálvos    | Головний               | glȃve                          | glȃve                    |
| pl | З     | gálvas    | Головний               | glȃve                          | glȃve                    |
| pl | Р     | galvų̃     | голів                  | glávā                          | глав                     |
| pl | Д     | galvóms   | golovám                | главама                        | glāván                   |
| pl | М     | galvosè   | golováx                | главама                        | главȁх                   |
| pl | О     | galvomìs  | golovámi               | главама                        | глави                    |

- Литовська зберегла найкращу балто-слов'янську мобільну парадигму.
- Праслов'янський початковий наголос зберігається як циркумфлекс за законом Меє.
- У новоштокавській мові кінцевий наголос відсторонений і набув зростаючої інтонації.
- У словенській мові відбулося кілька змін і зняття акценту, тому він більше не так чітко відображає початкову позицію. Усі ненаголошені голосні були скорочені, а всі некінцеві наголошені — подовжені.

## Постбалтослов'янський розвиток
У пізніших балто-слов'янських мовах сама гостра артикуляція часто втрачалася, залишаючи в якості рефлексу лише розрізнення висоти на наголошених складах. Там «гострий» є лише типом звукового наголосу, а не специфічною артикуляційною ознакою. Слов'янські мови не мають і сліду гострої артикуляції і зберігають лише тональні відмінності, хоча більшість з тих пір втратили навіть їх у своєму розвитку з праслов'янських. У східнобалтійських мовах збереглися деякі сліди первісної гострої артикуляції у вигляді так званого «порушеного тону», довгого голосного з голосковою зупинкою в середині, що зазвичай позначається діакритичним знаком, що не означає плутати з циркумфлексним наголосом: â [aˀa]. У деяких діалектах латиської та литовської мов зберігся ламаний тон у складах. Порушений тон може зустрічатися на ненаголошених складах, тому це фактично не тон, а розрізнення регістра, так само як данський stød або тон ngã у Північному В'єтнамі.
Короткий наголос зберігся як такий як у балтійських, так і в слов'янських мовах, але його подовження могло бути спровоковано певними умовами. Наприклад, у литовській мові голосні /a/ і /e/ були подовжені, коли спочатку мали короткий наголос у відкритому складі, і з'явився висхідний тон, позначений знаком тильди ã. Порівняти:
- *kʷékʷlo- «коло, колесо» > балтослов'янське *kákla- > литовське kãklas «шия», сербохорватське kȍlo.
- *déḱm̥t «десять» > балтослов'янське *déśimt > литовське dẽšimt, сербохорватське dȅset.

### Латвійська
Найпрямішим продовженням акута є латиська мова, зокрема в тритональних центральних діалектах. Там гострий регістр безпосередньо продовжується як ламаний тон (lauztā) у початково ненаголошених складах, позначений діакритичним знаком, що огинає : luôgs «вікно». У початково наголошених складах гострий регістр продовжується як висхідна або подовжена інтонація (stieptā), позначена тильдою : luõks «зелена цибуля». Регістр циркумфлексу зазвичай продовжується як спадна інтонація (krītošā), позначена серйозним наголосом : lùoks «арка, лук». Може зустрічатися на всіх складах: місцевий відмін множини gal̂vâs «на головах» (порівняйте: литовське galvosè з наголосом на короткому кінцевому голосному, вилучено в латиській), включаючи односкладові: dêt «нести яйця» < *dêtì.

### Литовська
У литовській мові відмінність між гострим і циркумфлексом не зберігається в ненаголошених складах. У стандартній литовській мові, заснованій на аукштаїтському діалекті, акут стає спадаючим тоном (так звана «литовська метатонія») і позначається гострим наголосом, а циркумфлекс стає висхідним тоном, позначеним тильдою. У дифтонгах гострий наголос ставиться на першій літері дифтонга, а висхідний тон тильди (оригінальний циркумфлекс) ставиться на другій літері. У дифтонгах із сонорним як другою частиною використовується та сама конвенція, але гострий наголос замінюється серйозним наголосом, якщо голосний є i або u : литовський гострий pìlnas 'повний' < ПІЄ *plh₁nos) проти circumflex vil̃kas ' вовк' < ПІЄ wĺ̥kʷos. Нарешті, акут регулярно скорочували: gerà «хороший» (невизначений прикметник) : geróji 'хороший' (означений прикметник). Це правило називається законом Лескена на честь німецького неограматика Авґуста Лескена.
Скорочення діяло за законом Лескена після литовської метатонії. У однокореневих словах акут став обведеним. Метатонічне зняття наголосу з останнього складу на передостанній також автоматично створювало циркумфлекс.
У жемайтських (самогійських) діалектах литовської мови звичайним рефлексом балто-слов'янського акута в наголошеному складі є ламаний тон на зразок латвійського: жемайт (Kretinga) ộmž́iọs «вік, століття» = стандартний ámžius.

### Старопрусська
У давньопрусській мові акут відображався, ймовірно, як висхідний тон, а циркумфлекс — як спадний тон. Позначки на довгих голосних і дифтонгах у перекладі Енхірідіону Мартіна Лютера, виконаному Абелем Віллом, вказують на такий висновок. Це єдиний збережений давньопруський текст з акцентами. Дифтонги, які відповідають відновлюваному балто-слов'янському акуту, зазвичай довгі в другій частині дифтонга, а ті, що відповідають балто-слов'янському циркумфлексу, як правило, довгі в першій частині.

### Слов'янські
У праслов'янській мові акут був втрачений як артикуляційна ознака і зберігся лише як тональне розрізнення на наголошених складах. Акут виробляв висхідний тон, а огинальний тон — спадний, як у латиській та старопрусській мовах.
На довжину голосних вплинули деякі зміни в пізньобміннослов'янській мові. Склади, які спочатку були короткими, могли подовжуватися, а спочатку довгі могли скорочуватися. Однак довгі голосні також набули відмінної якості від коротких, тому подовження і скорочення не спричиняли їх злиття.
Натомість голосні залишилися окремими, внаслідок чого кількість окремих голосних майже подвоїлася. Отже, у слов'янських мовах, які її зберігають, довжина голосних часто є надсегментною ознакою, прив'язаною до системи наголосів, а не фонем. У чеській, словацькій та старопольській мовах рухливий наголос було втрачено на користь фіксованого наголосу, який рефонемізував старіші розрізнення довжини наголосу. Таким чином, мови мають довгі голосні як окремі фонеми, але вони не відображають оригінальних праслов'янських відмінностей довжини.
У всіх слов'янських мовах акут скорочувався, коли він потрапляв на довгий голосний. Новий зростаючий наголос («неогострий»), як правило, довгий, розвинувся внаслідок зняття наголосу зі слабкого голосного yer (пізніше зазвичай втрачається). Короткий висхідний наголос, що виник зі старого гострого (а за деяких обставин, неоострого), пізніше знову подовжено в ряді слов'янських мов (наприклад, російської, чеської, словенської). Циркумфлекс був скорочений і в деяких діалектах (наприклад, польський, російський, чеський, словацький). Пряме продовження гострої та циркумфлексної різниці як тонального розрізнення зустрічається лише в архаїчних сербсько-хорватських діалектах (таких як чакавська) і, до певної міри, словенській (хоча відносини між словенськими та праслов'янськими тонами та позицією наголосу є складними).
Крім того, праслов'янське тональне розрізнення на рідких дифтонгах досить прямо відображено в російській мові як багатоскладова форма наголосу (плеофонія): *ôr (падіння) > óro, *ór (підйом) > oró. У деяких інших мовах (насамперед у чеській та стандартній неоштокавській сербохорватській) розрізнення гострого та циркумфлексного продовжується як розрізнення довжини (хоча у всіх мовах і довгі, і короткі голосні також мають інші джерела). Розрізнення довжини від тону більше не існує в російській мові.
Ось таблиця основних наголосних відповідностей першого складу слова:
|               | Балто-слов'янські і праслов'янські | Литовська | Старопрусська | Латвійська |
| ------------- | ---------------------------------- | --------- | ------------- | ---------- |
| гострі        | V́                                  | V́         | V̆V̄            | Ṽ          |
| циркумфлексні | V̑                                  | Ṽ         | V̄V̆            | V̀          |

## Прабалтійська та праслов'янська
Питання щодо можливого взаємозв'язку між слов'янськими та балтійськими мовами вчені порушували ще наприкінці XVIII ст. У 1802 році впливовий німецький дослідник слов'янських мов та історії Авґуст Людвіґ фон Шльоцер описав, як його розуміння цих відносин змінювалося з роками: тоді як раніше він стверджував, що «латвійські» або «давньопрусські» народи розмовляли мовами, які належали до слов'янської групи, він почав вважати їх як самостійну мовну сім'ю.
Раніше вважалося, що балто-слов'янська мова розпалася на дві гілки, балтійську та слов'янську, які через деякий час утворилися як єдина спільна мова. Зовсім недавно науковці почали припускати, що балтійська мова не була єдиною гілкою балто-слов'янської мови, а старопрусська («західна балтійська») існувала окремо від литовської та латиської («східна балтійська»).